# Concepció Carreras i Fontserè
Concepció Carreras i Fontserè (Barcelona, 15 de novembre de 1927 - Tiana, 18 de novembre de 2023) fou una bibliotecària catalana, especialitzada en el llibre i biblioteques infantils.

## Biografia i trajectòria professional
Filla de l'historiador de la filosofia Joaquim Carreras i Artau i de Carme Fontserè i Marroig; el seu avi fou el meteoròleg i astrònom Eduard Fontserè i Riba. Després dels estudis de secundària durant la primera postguerra a l'Escola Isabel de Villena, tot seguint les passes de les seves ties, Maria i Margarida Fontserè, estudia a l'Escola de Bibliotecàries, on es gradua el 1949. El 1950 s'incorpora a la biblioteca de la Facultat de Medicina, que deixà per obligacions familiars. A la dècada de 1970 ingressa a la Xarxa de Biblioteques Populars de la Diputació. El primer destí és la Biblioteca Popular Folch i Torres, del Parc de la Ciutadella, abans de ser nomenada el 1975 a la Biblioteca de la Santa Creu, on treballa sota la direcció de Teresa Rovira, cap de la unitat formada per les biblioteques de Sant Pau (joves) i Santa Creu (infants), com a responsable de la sala infantil. A més de les tasques directament relacionades amb la lectura, va contribuir a la creació d'un apartat per recollir els clàssics de la literatura catalana per a infants. El 1986 és nomenada cap tècnic de la Xarxa de Biblioteques Populars de la Diputació, càrrec que desenvoluparà fins a la seva jubilació.
Carreras es va especialitzar en l'estudi i organització de les biblioteques per a infants. Va col·laborar en l'apartat dedicat als llibres infantils de la Bibliografia bàsica per a biblioteques públiques, publicada per la Generalitat de Catalunya en el moment d'expansió de la seva xarxa de biblioteques, i és autora, juntament amb Teresa Rovira i Concepció Martínez, d'un clàssic repetidament editat de la biblioteconomia infantil, Organització d'una biblioteca: escolar, popular o infantil. Va dedicar igualment nombrosos treballs al món del llibre i la literatura per als més menuts, amb particular interès per als il·lustradors, molts dels quals conegué directament arran del seu treball a la Biblioteca de Santa Creu. La seva tasca com a cap tècnic de la Xarxa de Biblioteques Populars la va dur a interessar-se per temes de la pràctica biblioteconòmica com la catalogació i classificació, l'esporgada o la col·lecció local. Vicepresidenta de l'Associació de Bibliotecàries, va participar activament en el seu Grup de Documentació Musical, particularment, en la traducció de normes catalogràfiques. Després de la seva jubilació, a banda de les nombroses conferències, la participació continuada en activitats per als infants i l'assessorament a biblioteques públiques i escolars, va utilitzar la seva àmplia cultura i coneixements en l'ordenació d'arxius personals (Joaquim Carreras i Artau o Lola Anglada).
Casada amb Josep Maristany, Concepció Carreras tingué quatre fills: Jordi, el músic Xavier Maristany, Anna i Josep.

## Reconeixements
Amb motiu dels actes de celebració del vint-i-cinquè aniversari de la Biblioteca Can Baratau, de Tiana, se li va retre homenatge, com a bibliotecària titulada el 1949 per l’antiga Escola de Bibliotecàries i com a veïna de la població.